# Банат булси
Банат булси су клуб америчког фудбала из Панчева, у Србији. Настали су 2019. године фузијом тимова Пантерси Панчево и Лавови Вршац. Своје утакмице играју на стадиону СЦ Младост. Тренутно се такмиче Прва лига Србије.

## Новији резултати
| Сезона | Ранг | Лига              | Регуларни део | Ут. | Поб. | Пор. | Плеј-оф  |
| ------ | ---- | ----------------- | ------------- | --- | ---- | ---- | -------- |
| 2019.  | 2    | Друга лига Србије | 1. место      | 4   | 4    | 0    | Победник |
| 2021.  | 1    | Прва лига Србије  | -             | -   | -    | -    | -        |